# Сантистебан, Хуан
Хуа́н Сантистеба́н Троя́но (исп. Juan Santiesteban Troyano; род. 8 декабря 1936, Кориа-дель-Рио) — испанский футболист, полузащитник. Выступал за сборную Испании.

## Биография
Полузащитник мадридского «Реала» 50-60-х годов. Четырехкратный победитель Кубка европейских чемпионов. После окончания карьеры игрока работал тренером. 20 лет возглавлял юношескую сборную Испании. С ней семь раз становился чемпионом Европы в различных возрастных категориях. Еще пять раз под его руководством испанская молодежка становилась серебряным призером.

## Достижения
«Реал Мадрид»
- Чемпион Испании (4): 1956/57, 1957/58, 1960/61, 1963/64
- Обладатель Кубка европейских чемпионов: 1956/57, 1957/58, 1958/59, 1959/60
- Обладатель Межконтинентального кубка: 1960.